# بلاگووشنکا (شهرستان سوزک)
بلاگووشنکا (به لاتین: Blagoveshchenka) یک روستا در قرقیزستان است که در شهرستان سوزک واقع شده‌است. بلاگووشنکا ۴٬۲۳۵ نفر جمعیت دارد.